# Teix d'Engrilló
El Teix d'Engrilló (Taxus baccata) és un arbre que es troba a la muntanya del Tossal d'Engrilló (Prat de Comte, la Terra Alta), al qual se li adjudiquen més de mil anys.

## Dades descriptives
- Perímetre del tronc a 1,30 m: 4,54 m.
- Perímetre de la base del tronc: 6,81 m.[1]
- Alçada: 9,50 m.
- Amplada de la capçada: 10,50 m.
- Altitud sobre el nivell del mar: 1.053 m.

## Entorn
Se situa en un altiplà de muntanya mitjana, amb alternances de pinedes de pinassa, al vessant oriental dels cingles d'Engrilló entre escorriols amb fondalades fèrtils i ombrívoles. La vegetació és poc variada en aquesta alçada: savina, càdec, alguna ginesta, lleterassa i heura.

## Aspecte general
Es mostra vigorós i poderós. És un arbre que, tot i la seua edat, presenta un estat vital de teix jove: cepat, robust, carregat de rebrots a la soca i amb una impressionant brotada que engloba tota la capçada. En un forat d'una branca trencada hi feia el cau una geneta. Fou declarat Arbre Monumental l'any 2000.

## Accés
Es troba al Parc Natural dels Ports. Des del municipi de Prat de Comte, cal agafar la carretera N-230, que duu a Tortosa. Recorreguts uns 2 quilòmetres, és necessari girar cap a un camí asfaltat a la dreta, on hi ha una indicació que prohibeix fer foc. Travessem un pont d'obra amb baranes metàl·liques i anem ascendint muntanya amunt. Poc després el camí es torna una pista forestal. Hi continuem uns 10 km, amb força pendent i revolts fins a arribar al pla de la Refoia, on hi ha el Mas de la Refoia. Des d'aquest pla, agafem una pista a mà dreta i la seguim uns 5 km. Llavors, dirigint-nos cap al Tossal d'Engrilló i, desviant-nos lleugerament de la pista, trobarem el teix. GPS 31T 0278975 4535936.